# خانم مادربزرگ
خانم مادربزرگ (انگلیسی: Miss Granny؛‏ کره‌ای: 수상한 그녀) یک فیلم کمدی-درام محصول کره جنوبی سال ۲۰۱۴ به کارگردانی هوانگ دونگ هیوک است. نا مون هی در نقش زنی ۷۰ ساله بازی می‌کند که پس از اینکه در یک استودیو مرموز عکاسی عکس می‌گیرد، خود را در بدن ۲۰ سالگی‌اش (شیم اون کیونگ) می‌یابد. این فیلم در ۲۲ ژانویه ۲۰۱۴ در سینماهای کره جنوبی اکران شد.